# Fabio Volo
Fabio Volo, pseudonyme de Fabio Bonetti, né le 23 juin 1972  à Calcinate, est un écrivain, acteur et présentateur italien.

## Filmographie
- Casomai, mise en scène d’Alessandro D’Alatri (2002)
- Playgirl, mise en scène de Fabio Tagliavia (2002)
- La febbre, mise en scène d’Alessandro D’Alatri (2005)
- Uno su due, mise en scène d’Eugenio Cappuccio (2006)
- Manuale d'amore 2 - Capitoli successivi, mise en scène de Giovanni Veronesi (2007)
- Bianco e nero, mise en scène de Cristina Comencini (2008)
- Matrimoni e altri disastri, mise en scène de Nina Di Majo (2010)
- Figli delle stelle, mise en scène de Lucio Pellegrini (2010)
- Niente paura, mise en scène de Piergiorgio Gay (2010)
- Il giorno in più, mise en scène de Massimo Venier (2011)
- Studio illegale, mise en scène d’Umberto Carteni (2013)

## Œuvres traduites en français
- Une journée de plus [« Il giorno di più »], trad. de Jean-Marc Rivière, Paris, Éditions Fleuve Noir, 2010, 283 p.  (ISBN 978-2-265-08844-3)
- Te retrouver [« La strada verso casa »], trad. d’Élise Gruau, Neuilly-sur-Seine, France, Éditions Michel Lafon, 2015, p.  (ISBN 978-2-7499-2402-1)
- Ainsi va la vie